# Orania longisquama
Orania longisquama là loài thực vật có hoa thuộc họ Arecaceae. Loài này được (Jum.) J.Dransf. & N.W.Uhl mô tả khoa học đầu tiên năm 1984.